# Munizip al-Dschabal al-Gharbi
Al-Dschabal al-Gharbi (arabisch الجبل الغربي, DMG al-Ǧabal al-Ġarbī; italienisch Gebel Garbi) ist ein Munizip im Nordwesten Libyens. Die Hauptstadt ist Gharyan.
Es befindet sich im Hinterland der historischen Region Tripolitanien. Der Name bedeutet übersetzt „Westliches Bergland“ und nimmt Bezug auf das Gebirge Dschabal Nafusa.
Es entstand bei der letzten Verwaltungsreform aus den Munizipien Mizda, Gharyan und dem südlichen Teil des Munizips Yafran, nachdem es bereits in den 1990er Jahren existiert hatte.

## Geographie
Im gesamten Gebiet leben 304.159 Menschen (Stand 2006). al-Dschabal al-Gharbi grenzt an folgende Munizipien:
- Munizip al-Murgub – Nordnordosten
- Munizip Misrata – Nordosten
- Munizip Surt – Osten
- Munizip al-Dschufra – Südosten
- Munizip Wadi asch-Schati’ – Süden
- Munizip Nalut – Westen
- Munizip an-Nuqat al-Chams – Nordwesten
- Munizip az-Zawiya – Norden
- Munizip Tripolis – Norden
- Munizip al-Dschifara – Norden